# Hands in the Hair

Hands in the Hair est un film hongkongais réalisé par Jiang Cheng, sorti en 2004.

## Synopsis
Autrefois une grande beauté de Shanghai avec de nombreux hommes lui courant après, Aini est maintenant une femme ordinaire, mariée à un mari ennuyeux. Sa richesse, comme sa beauté, se sont évanouies alors que les gens autour d'elle sont devenus de plus en plus riches. Son coiffeur devient le dernier endroit où Aini peut retrouver sa gloire passée. En rendant visite au beau et jeune coiffeur de plus en plus souvent, une passion perdue depuis longtemps est sur le point d'exploser en elle...

## Fiche technique
- Titre : Hands in the Haïr
- Titre original : Zuo tou
- Réalisation : Jiang Cheng
- Scénario : Zhang Xian
- Production : Stanley Kwan
- Musique : Inconnu
- Photographie : Yuqing Lu
- Montage : Inconnu
- Pays d'origine : Hong Kong
- Format : Couleurs - 1,85:1 - Dolby Digital - 35 mm
- Genre : Drame, romance
- Durée : 101 minutes
- Date de sortie : 2004

## Distribution
- Wallace Huo : Le coiffeur
- Rosamund Kwan : Aini
- Francis Ng : Le mari